# Kinder, Louisiana
Kinder je grad u saveznoj američkoj državi Louisiana u župi Allen, na nadmorskoj visini od svega 15 metara, 2,148 stanovnika (2000.). Grad je dobio ime po dvojici braće koji su tamo bili vlasnici trgovine i osnovan je 1. lipnja 1903. pod imenom "The Village of Kinder," često u ranija vremena nazivan "The Crossroads to Everywhere." Kinder svoj nastanak zahvaljuje dolaskom James A. Kindera 1889. godine da bi uskoro došlo do naseljavanja od strane Francuza koji su pridošli iz Kanade, čije potomke danas nazivamo Kajuni, Francuza iz Francuske, Nijemaca, Engleza i drugih, da bi 1911. populacija iznosila 1,188 duša. Dolaskom željeznice "Iron Mountain" danas poznata kao  "Missouri Pacific" i 1911. druge željeznice "Gulf Coast" ili  "Frisco Line" potpomoći će brži razvoj industrije i bolju povezanost s ostatkom države. Većina stanovnika danas su bijelci (73.0%) i crnci (22.3%), te (2.1%) Indijanci, poglavito Coushatta ili Koasati, (1.0%) Hispanci i (0.9%) Vijetnamci. 

## Vanjske poveznice
- Kinder, Louisiana